# Marie Farge
Marie Farge (12 de marzo de 1953) es una matemática y física francesa, directora del Centro Nacional para la Investigación Científica. Es conocida por su investigación en ondículas y turbulencias en mecánica de fluidos.

## Formación y carrera
Farge obtuvo una maestría de la Universidad Stanford en 1977 y un doctorado de tercer ciclo en física de la Universidad de París Diderot en 1980. Tras sus estudios posdoctorales en la Universidad Harvard con una beca Fulbright, continuó sus estudios en la Universidad Pierre y Marie Curie, donde completó un doctorado estatal en 1987.
Ha sido investigadora en el Centro Nacional para la Investigación Científica desde 1981. También ha ocupado brevemente plazas en otras universidades, entre ellas una cátedra en la Universidad de Kaiserslautern en 1994-95.

## Reconocimientos
Farge ganó en 1993 el Premio Poncelet de la Academia de Ciencias de Francia. Se convirtió en miembro de la Academia Europaea en 2005, y en fellow de la American Physical Society en 2011.